# Sieben Schönheiten (Epos)

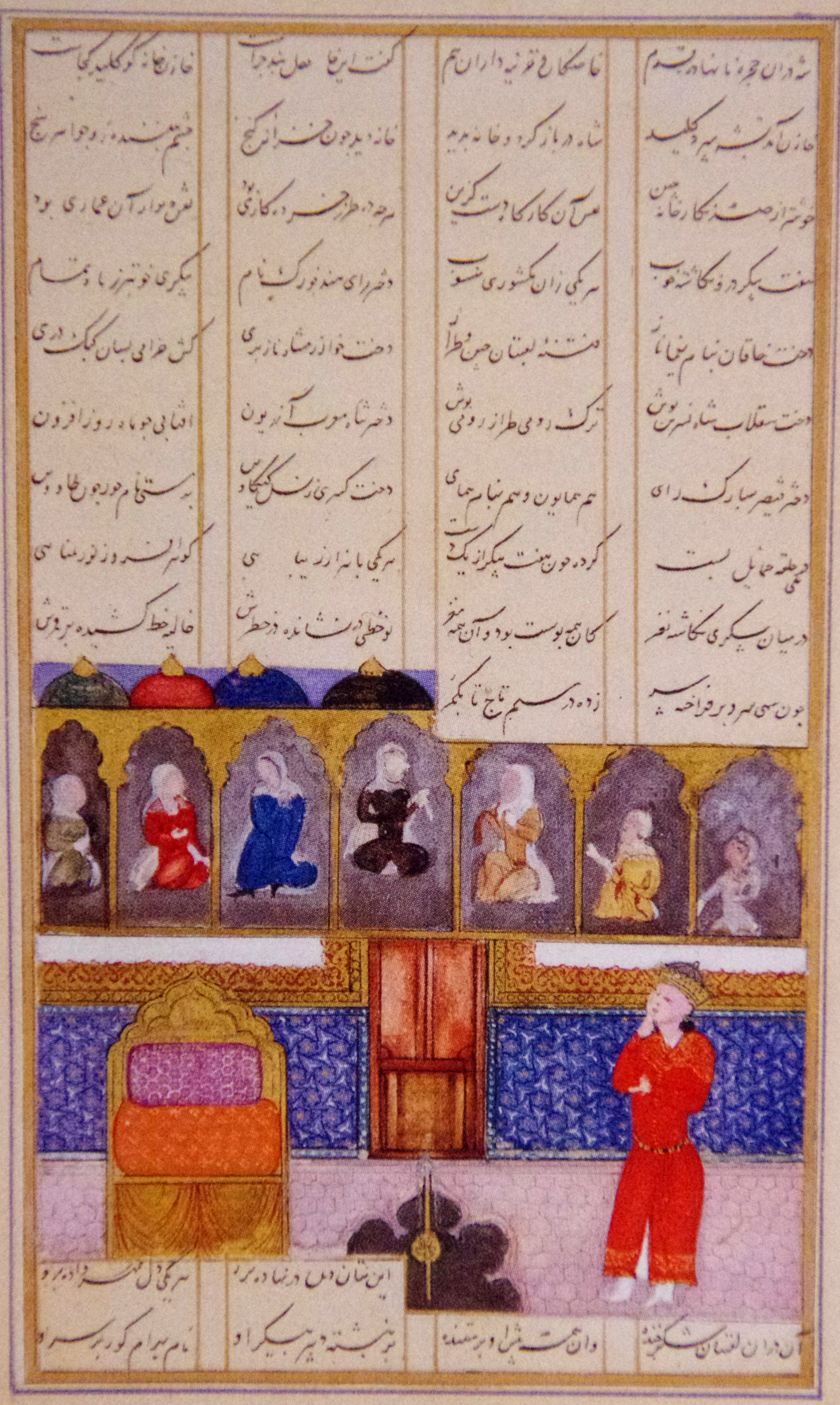
Bahram sieht die Porträts der sieben Schönheiten. 1479. Nizami Museum der aserbaidschanischen Literatur, Baku

(Die) Sieben Schönheiten oder persisch Haft Peykar (persisch هفت پیکر, „Sieben Bildnisse“, „Sieben Porträts“, „Die sieben Bilder“) ist das vierte Epos des persischen Dichters Nezāmi, das dieser 1197 im Auftrag des Herrschers von Maragha, ʿAlāʾ-al-Dīn Körpe-Arslān bin Aq-Sonqor schrieb.

## Inhalt

### Übersicht
Sieben Schönheiten enthält die auch Bahram Nameh genannte Novelle des sassanidischen Königs Bahrām Gur, in die sieben Erzählungen, die dem König an den sieben Tagen einer Woche in sieben verschiedenen, von Kuppeln überdachten Pavillons von sieben Prinzessinnen aus sieben verschiedenen Ländern (zuletzt von der persischen Prinzessin unter der weißen Kuppel) erzählt werden, eingewebt sind. Der Anlass für ihre Entstehung war, dass Bahrām Gur in dem für ihn als Kronprinzen auf Befehl seines Vaters Yazdegerd I. vom berühmten Baumeister Senamar erbauten prächtigen Palast Chawernak einst ein verschlossenes Kabinett öffnen ließ, worin er die Bilder sieben weltberühmter Schönheiten fand. Er verliebte sich in alle sieben zugleich. Von den Geschichten der Prinzessinnen beeindruckt, überprüft Bahrām Gur sein Reich. Er findet heraus, dass sein Wesir ohne sein Wissen als Tyrann regiert. Daher beseitigt er den Wesir und tritt die Herrschaft selbst an.
Mit dem Werk hängt auch ein Konzept der sieben Farben zusammen, das (ähnlich wie die vier Elemente der Humoralpathologie) den Farben verschiedene Planeten, Tage, Elemente, Erzengel, Metalle, Jahreszeiten, Beschaffenheiten, Länder, Eigenschaften, Tageszyklen, Lebenszyklen, Bewegungen und Sinnbilder zuordnet. Jeder Prinzessin ist eine Farbe, ein Planet, ein Land usw. zugeordnet, die in den Geschichten wieder auftreten. All dies dient dazu, den König (und den Leser) nacheinander in Stimmungen zu versetzen, die ihn vom Partylöwen zum verantwortungsvollen Herrscher reifen lassen. Auf dieser Ebene steht der böse Wesir für den Egoismus des Königs, und er beseitigt ihn, um vernünftig mit einem Blick auf das Ganze handeln zu können.
In der Dienstagsgeschichte taucht erstmals im persischen Kulturkreis das Motiv der Prinzessin Turandot auf, obwohl Nizami diesen Namen noch nicht benutzte. Er wurde später u. a. von Rudolf Gelpke mit der Geschichte in Verbindung gebracht.

### Die sieben Geschichten
Die indische Prinzessin am Samstag in der schwarzen Saturnkuppel
Ein König ist äußert gastfreundlich und lässt sich von jedem seiner Gäste dessen Lebensgeschichte und Herkunft erzählen. Eines Tages bewirtet er einen in schwarz gekleideten Mann, der ihm zunächst jegliche Auskunft verweigert. Letztlich verweist er ihn nur auf die in China gelegene Stadt der Umnachteten. Der König reist dorthin und findet an dem äußerlich schönen Ort nur trübselige Menschen, die durchgehen schwarz tragen. Er freundet sich mit einem Metzger an, von dem er den Grund für die allgemeine schwarze Tracht zu erfahren sucht. Der Mann möchte, wie alle anderen Einheimischen auch, nicht darüber sprechen. Letztlich bringt er den Herrscher aber zu einer Ruine, wo er sich in einen Korb setzen soll. Dieser fliegt mit dem König darin himmelhoch und er gelangt so in eine paradiesische Gegend. Dort trifft der Herrscher auf eine Gruppe Feen und entbrennt in Leidenschaft für deren Herrin. Beide hegen engen Umgang, sie verweigert ihm jedoch intime Stunden und bietet ihm dafür ihre Dienerinnen an. Nach einiger Zeit hält der König es nicht mehr aus und lässt sich auch nicht einen weiteren Tag verströsten. Die Feen verschwinden daraufhin und der König sitzt wieder in dem Korb, der mit ihm zur Erde zurück fliegt. Er ist über den Ausgang seines Abenteuers so betrübt, dass er nun selbst ausschließlich schwarz trägt.
Die griechische Prinzessin am Sonntag in der gelben Sonnenkuppel
Der König einer Stadt in Mesopotamien weigert sich zu heiraten. Es kommen zwar regelmäßig schöne Mädchen an seinen Hof, alle zeigen sich aber bald hoffärtig. Der Herrscher weiß nicht, dass dies auf den schlechten Einfluss einer alten Dienerin zurückgeht. Eines Tages kauft der König einem chinesischen Händler ein Mädchen ab, das schöner als alle anderen ist. Der Kaufmann warnt aber davor, dass sie unfähig ist zu lieben. Zwischen beiden entwickelt sich ein gutes Verhältnis, sie verweigert aber Intimitäten, da auf ihr der Fluch liegt, im Kindbett sterben zu müssen. Die Alte gibt dem König den Rat, sie mit einer Anderen eifersüchtig zu machen. Er folgt dem Vorschlag. Die Geliebte möchte von ihm den Grund für seinen schnellen Sinneswandel erfahren und verspricht ihm im Gegenzug für ein Geständnis eine Beziehung. Der Herrscher klärt alles auf, jagt die hinterhältige Dienerin davon und nimmt die Schöne zur Frau.
Die maurische Prinzessin am Montag in der grünen Mondkuppel
Bischr, Einwohner einer Stadt in Kleinasien, erblickt eines Tages eine wunderschöne Frau und verliebt sich in sie. Da die Gedanken an die Fremde ihn nicht mehr loslassen, unternimmt er eine Pilgerfahrt nach Jerusalem. Auf dem Rückweg trifft Bischr auf einen Mann names Melicha, der aus derselben Stadt wie er selbst stammt. Beide reisen nun zusammen, aufgrund seiner besserwisserischen und eigensinnigen Art macht sich Melicha jedoch bei seinem Begleiter unbeliebt. Als sie in einer Oase anlangen, halten beide den dortigen Brunnen fälschlicherweise für ein künstlich geschaffenes, flaches Wasserbecken. Melicha meint, es sei von Jägern zum Anlocken wilder Tiere angelegt worden, und will es nach einem Bad darin zerstören. Bischrs Bedenken können ihn nicht abhalten, er ertrinkt jedoch in dem Gewässer, dessen Tiefe er nicht abschätzen konnte. Bischr nimmt die Habe des Toten mit und sucht in der Heimatstadt nach Melichas Haus, um sie zurückzugeben. Es stellt sich heraus, dass die Schöne dessen Frau ist. Sie ist über seinen Tod erleichtert und nimmt Bischr zum Mann.
Die russische Prinzessin am Dienstag in der roten Marskuppel
Die Königstochter Turandocht ist ebenso schön wie in allen Wissenschaften gebildet. Sie ist der vielen Freier überdrüssig und lässt auf einem entlegenen Berg ein Schloss bauen. Es lässt sich nur durch ein verstecktes Tor betreten und wird von der Prinzessin außerdem mit Zauberkräften gesichert. In der Stadt wird ein selbst gemaltes Porträt von ihr aufgehängt und bekanntgeben, dass sie nur einen Mann heiratet, der schön und edel ist, die Zauber um das Schloss herum bricht, das geheime Tor findet und vor den Augen des Königs die Rätsel der Prinzessin löst. Viele Männer verlieren durch die Schutzzauber ihr Leben. Ein Freier bereitet sich jedoch selbst durch Klugheit und Magie auf die Aufgabe vor, kann so alle Prüfungen überstehen und bekommt sie zur Frau.
Die charezmische Prinzessin am Mittwoch in der türkisblauen Merkurkuppel
Mahan, ein erfolgreicher und beliebter Kaufmann aus Kairo, trifft eines Nachts auf einen ehemaligen Geschäftspartner. Mit der Aussicht auf ein lohnendes Unternehmen lockt dieser ihn aus der Stadt, verschwindet dann jedoch. Mahan findet sich in einer von Dämonen und Geistern bevölkerten Wildnis wieder. Er kann diesen mehrfach entkommen und findet mitten in der Einöde einen paradiesischen Garten. Dessen Besitzer, ein alter Mann, nimmt Mahan an Sohnes statt an, warnt ihn aber vor den nächtlichen Geistern. Der Kaufmann kann deren Kräften jedoch nicht widerstehen und bleibt wieder allein und verlassen in der Wüstenei zurück. Dort bittet er um Gottes Beistand, der ihm zur Rückkehr nach Kairo verhilft.
Die chinesische Prinzessin am Donnerstag in der sandfarbenen Jupiterkuppel
Die Jünglinge Cheir (Gut) und Scharr (Böse) gehen gemeinsam auf eine Reise. In einer Wüste ist Cheir dem Tod durch Verdursten nahe und bittet den Begleiter im Tausch gegen zwei Rubine um einen Schluck Wasser. Scharr verlangt aber, Cheir als Gegenleistung für einen Trunk die Augen ausstechen zu dürfen. Der Dürstende willigt zwangsläufig ein, Scharr nimmt ihm darüber hinaus aber auch die Edelsteine weg und lässt den Verletzten allein zurück. Ein kurdischer Nomadenstamm findet ihn und der Häuptling kann Cheir dank einer Wunderpflanze heilen. Er bleibt bei ihnen und wird durch seinen Fleiß bald ein geachtetes Stammesmitglied. Mit der Zeit verliebt sich Cheir in die Häuptlingstochter, wagt es aber nicht um ihre Hand zu bitten, und will deshalb in seine Heimat zurückkehren. Der Stamm möchte ihn aber nicht gehen lassen und beide dürfen heiraten. Kurz darauf heilt Cheir dank der magischen Pflanze eine Königstochter von der Fallsucht und darf sie zur zweiten Frau nehmen. Außerdem erbt er den Thron. Als Scharr eines Tages in der Stadt weilt, konfrontiert Cheir den ehemaligen Freund mit seinen Verbrechen, begnadigt ihn jedoch. Der Kurdenhäuptling erfährt aber davon, tötet Scharr und bringt die beiden Rubine, die er bei ihm findet, zu Cheir zurück.
Die persische Prinzessin am Freitag in der weißen Venuskuppel
Ein Jüngling beobachtet in seinem wunderschönen Garten eine Gruppe junger Frauen. Deren Wächterinnen versprechen, ihm eine davon zuzuführen. Seine Wahl fällt auf eine Lautenspielerin, jeder Versuch der beiden, in Ruhe miteinander die Nacht zu verbringen, scheitert aber an kuriosen Zufällen. Die Wächterinnen schelten die junge Frau, weil sie ihr die Schuld an den Vorfällen geben. Der Jüngling sieht darin jedoch eine göttliche Strafe für seine Lust. Er nimmt die junge Musikerin zur Frau und kann nun in Ruhe mit ihr intim werden.

## Adaption
Dieses Werk von Nezāmi, aus dem auch Friedrich Rückert eine Übersetzung schuf, ist die Grundlage für das Theaterstück Turandot, das Carlo Gozzi (Turandot) und Friedrich Schiller (Turandot) in Szene gesetzt haben. 1952 entstand das Ballett Sieben Schönheiten des aserbaidschanischen Komponisten Gara Garayev nach Motiven von Nezāmis Sieben Schönheiten.